# Рио-Саладо (река, впадает в Тихий океан)
Рио-Саладо (исп. Río Salado) — река на севере Чили в области Атакама.

## Описание

Вода в реке солёная, поэтому она и получила название Río Salado, что в переводе с испанского языка означает «солёная река». Из-за солёной воды по берегам реки ничего не растёт.
Река берёт начало в солончаке Педерналес, в западном направлении пересекает пустыню Атакама и впадает в Тихий океан в пределах города Чаньяраль. На берегах реки расположены города Диего-де-Альмагро и Чаньяраль.
Основные притоки — реки Саладито, Салинас, Ангостура.

## Добыча металлов
При добыче металлов реку использовали для промывки руды. До 1990-х годов на берегах реки между Диего-де-Альмагро и Лланта располагалось около 100 промывочных пунктов. При использовании данного метода в реку попадало большое количество металлов и твердых частиц. В связи с экологическими проблемами в начале 1990-х годов данное ремесло было запрещено, в результате чего многие жители Диего-де-Альмагро потеряли работу.

## Наводнение
23—25 марта 2015 года в Норте-Гранде и Норте-Чико в результате обильных осадков сошли сели и образовались внезапные паводки, которые привели к разливу многих рек, в том числе и Саладо. В результате бедствия были затоплены города в регионах Антофагаста, Атакама и Кокимбо.